# 2017-es párizsi terrortámadás (Louvre)
A párizsi Louvre múzeumnál elkövetett terrortámadás 2017. február 3-án történt, amikor egy egyiptomi férfi Allah akbar! kiáltással rátámadt egy katonára, aki a támadót meglőtte, miközben ő is könnyebben megsebesült.
A férfi csomagokkal akart bejutni a Louvre-ba, de nem engedték be, ekkor támadt rá az egyik katonára két bozótvágóval. A katona öt lövést adott le rá, a lövedékek a hasát találták el. A támadó súlyosan megsebesült, de magánál volt, amikor kórházba vitték, hogy megműtsék. A múzeumot és a mellette lévő földalatti Carrousel du Louvre bevásárlóközpontot kiürítették, a Palais Royal - Musée du Louvre metrómegállót is lezárták. A férfi csomagjaiban sem robbanószerkezetet, sem iszlamista röplapot vagy iszlamizmusra utaló tárgyat nem találtak a hatóságok. Bernard Cazeneuve francia miniszterelnök február 3-án mégis kijelentette: láthatóan terrorista jellegű támadás történt a Louvre-nál.
A támadással összefüggésben még aznap rajtaütésszerű házkutatást tartott a rendőrség egy Párizs központjában lévő lakásban. Rendőrségi források később közölték: a támadó egy 29 éves egyiptomi, Abdullah Reda al-Hamami, aki januárban érkezett Franciaországba az Egyesült Arab Emírségekből. 